# Children of the Corn III: Urban Harvest
Los chicos del maíz III: Cosecha Urbana es la tercera película de la serie de los chicos del maíz, basada en el cuento del mismo nombre de Stephen King. Se basa en dos misteriosos hermanos que, después de vivir en la rural Nebraska durante toda su vida, son adoptados y llevados a Chicago; una sucesión de muertes y revelaciones de un culto en el que posiblemente los hermanos puedan estar envueltos sigue a la familia. La película está protagonizada por Daniel Cerny en el personaje principal del hermano menor, Eli. También fue el debut de Nicholas Brendon y Charlize Theron, quienes participaron como los seguidores del culto.
Los chicos del maíz III: Cosecha Urbana fue la primera película que se hizo en su totalidad por Dimension Films/Miramax. Se estrenó en EE.UU. en los cines el 12 de septiembre de 1995.

## Argumento
Unos años después de los acontecimientos de la segunda película, William y Amanda Porter de Chicago adopta a dos chicos de campo de Gatlin: Eli y Joshua, que se han quedado huérfanos después de la desaparición de su padre. Lo que nadie sabe es que Eli se ha deshecho brutalmente de él. Ha sido la primera víctima de una siniestra misión: trasladar a la ciudad el poder del maíz infernal.
Los dos chicos no se adaptan bien en una casa moderna de Chicago, pues sus ropas formales y la oración hacia el que camina detrás de las filas de Eli en la cena, así como traer una maleta llena de maíz a Chicago, y su forma de actuar siendo un niño resultan bastante extrañas para sus padres. 
En su primera noche en Chicago, después que todo el mundo se ha ido a dormir, Eli deja en silencio la casa de los Porter y se dirige a una fábrica vacía al lado de un campo de maíz cercano. Llevando consigo la maleta de maíz, Eli ora Al que camina detrás de la fila y planta semillas de maíz en los terrenos de la fábrica, haciendo que filas de maíz aparezcan casi al instante.
Al día siguiente, en su primer día en la escuela, Eli casi se mete en una pelea con T -Loc, un estudiante del grado de Joshua, también critica duramente Joshua por jugar al baloncesto con algunos de los estudiantes. Disgustado con el estilo de vida que viven por los niños de ciudad, Eli decide invocar el que camina detrás de la fila a Chicago, que pronto mata a un hombre sin hogar que encuentra el campo de maíz.
Joshua comienza pasar menos tiempo con Eli y se hace amigo de los vecinos María y Malcolm.
Mientras tanto, la trabajadora social que trajo a Eli y a Joshua a los Porter descubre que Eli es el hermano adoptivo de Joshua y que Eli es originario de Gatlin (el pueblo de la primera película que no ha envejecido desde 1964). Así que trata de advertir a los Porter, pero antes de hacerlo, ella es quemada viva por Eli. 
Por otro lado, Amanda empieza a notar extraños gestos de Eli y cuando ella trata de reducir su campo de maíz, él empieza a atacarla y cuando ella trata de escapar de él, su cabeza es atravesada por una tubería rota, matándola al instante. 
Más tarde, William se encuentra con el campo de maíz que Eli ha plantado y se da cuenta de que su naturaleza es aparentemente perfecta pues es invulnerable a las plagas, capaz de crecer fuera de temporada y en el peor de los suelos, pensando que podría ser un producto altamente comercializable. A pesar de la muerte de su esposa, que fue organizada por Eli, William encuentra inversores y espera que pueda sacar ganancias masivas por la variedad de maíz que Eli sembró al exportarlo a todo el mundo.
Eli se niega a informar a su padre adoptivo que otra propiedad que el maíz posee es ser capaz de convertir a los niños que lo comen en seguidores de "El que camina detrás de la fila". Así que Eli comienza a influir de manera decisiva en los estudiantes de su escuela secundaria hacia sus creencias, volviéndolos en contra del director y los insta a abandonar actividades típicas como el baloncesto. El director, alarmado por la conversión que Eli ha causado a los estudiantes, intenta informar a otros miembros del personal, pero no le creen, ya que los esfuerzos de Eli han tenido otro efecto: han restaurado el orden en la escuela a un grado que pocos creían posible.
Poco después, Joshua se da cuenta de la verdad: Eli ha matado a sus padres adoptivos, al director de la escuela, Malcolm y los padres de María, y ahora tiene el control total de sus compañeros de estudio. Al enfrentarse a él, Joshua revela que ha vuelto a Gatlin y encontró la Biblia de "El que camina detrás de las fila", (lo que resultó en la muerte de Malcolm), un libro que Eli tiene por sagrado el cual está conectado con su propio cuerpo, y gracias a este libro puede sobrevivir indefinidamente siempre y cuando el libro esté intacto. Eli ruge: "Dame el libro! " y carga contra él. Joshua lanza el libro, y Eli  se apresura  para recogerlo Joshua apuñala a  Eli y el libro con una hoz, destruyéndolos a ambos.
Después que Eli muere, "el que camina detrás de la fila" se levanta de la milpa, revelando ser un monstruo grotesco con varios tentáculos.  "El que camina detrás de la fila" mata a varios de los seguidores de Eli (que ya no están controlados por Eli) en formas horribles, como T -Loc. Después de una breve lucha, Joshua utiliza la hoz para apuñalar varias veces en la parte inferior del cuerpo del monstruo, que se asemeja a una raíz de un árbol grande que sobresale de la tierra. "El que camina detrás de la fila" se desploma y aparentemente muere.
Al terminar la película, el primer cargamento de maíz con la toxina de Eli llega a Alemania... es el inicio de los envíos a todo el mundo.

## Elenco
- Daniel Cerny como Eli Porter.
- Ron Melendez como Joshua Porter.
- Michael Ensign como el padre Frank Nolan.
- Jim Metzler como William Porter.
- Nancy Lee Grahn como Amanda Porter.
- Jon Clair como Malcolm Elkman.
- Mari Morrow como Maria Elkman.
- Duke Stroud como Earl.
- Rance Howard como empleado.
- Brian Peck como Jake Witman.
- Ed Grady como Dr. Richard Appleby.
- Yvette Freeman como Samantha.
- Garvin Funches como T-Loc.
- Charlize Theron como seguidora de Eli.

## Producción
La película fue filmada en diciembre de 1993 en Los Ángeles, California. El rodaje terminó el 14 de junio de 1994.